# Великі риби їдять маленьких (Брейгель Старший, 1556)
«Великі риби їдять маленьких» (або «Велика риба поїдає маленьких рибок») (нід. De grote vissen eten de kleine) — одна з найвідоміших робіт фламандського художника Пітера Брейгеля Старшого.

## Історія створення
Пітер Брейгель Старший вважається найвидатнішим голландським ілюстратором XVI століття. Його малюнки, створені в епоху політичних, соціальних і релігійних перетворень, відображають складний світ, одночасно реальний та уявний.
Гравюра була опублікована через 40 років після початку протестантської Реформації — радикального розриву з католицькою церквою, спровокованого німецьким проповідником Мартіном Лютером в 1517 році. Його критика була спрямована в тому числі на явне ідолопоклонство в католицьких релігійних образах. Одним з практичних результатів Реформації стала поява нових жанрів мистецтва, які були релігійними по суті, але й відображали сцени з повсякденного життя і культури. У цьому сенсі робота Великі риби поїдають малих є особливо цінним прикладом.
Малюнок був зроблений, коли Брейгель був ще молодим і маловідомим художником. Його покровителем був Ієронім Кок, антверпенський печатник і власник видавництва «На чотирьох вітрах». Для того, щоб збільшити свій дохід, Кок фальсифікував підписи на роботах менш відомих авторів, замінюючи їх більш відомими іменами. Щоб підігріти інтерес покупців до гравюри, Кок підписав її іменем Ієроніма Босха, який помер за десять років до народження Брейгеля. Брейгель не висловив обурення, адже він, маловідомий в ті роки майстер, залежав від свого роботодавця. Але на малюнку-оригіналі, з якого була зроблена гравюра, зберігся його підпис, завдяки якому і стало відомо, хто насправді є автором гравюри.

## Опис твору
У центрі зображення — величезна витягнута на берег риба, з рота якої випадає безліч середніх і дрібних риб. Людина в шоломі величезним ножем розпорює черево великої риби, звідки вивалюється ще більше дрібних морських істот. Земля, повітря і вода, здається, переповнені дивним різномаїттям існуючих і фантастичних водних істот.
На передньому плані чоловік вказує своєму синові на те, що відбувається з великою рибою. Сенс його жесту передається написом нижче, який в перекладі з фламандського означає: «Дивись! Велика риба харчується дрібною рибою. Дивись, мій сину, я завжди знав, що великі риби поїдають малих». Це нідерландський народний вислів — адаптована форма давньоримського прислів'я, яке на гравюрі виведено прописними буквами під зображенням. Воно говорить про безглуздий світ, у якому сильні інстинктивно і послідовно полюють на слабких. Те, що маленький син розуміє урок, видно з його жесту по відношенню до іншого чоловіка в човні, який сидить з ножем в зубах, і він, мабуть, тільки що розрізав черево великої риби і витягує звідти малу. Тобто ми всюди бачимо один і той же мотив, як з великих риб вивалюються менші риби.

## Інтерпретація
Цей малюнок — не просто ілюстрація відомого прислів'я. Брейгель намагається донести до глядача думку про те, що у світі людей, як і у світі тварин, сильний поїдає слабшого.
Але сказати, що малюнок ілюструє думку про те, що на цьому світі той, хто сильніший, завжди перемагає того, хто слабший, — замало, оскільки перед нами не просто велика риба поїдає менших риб, але і сама велика риба стає в свою чергу жертвою. Вона витягнута на берег, їй розпорюють живіт, зверху її збираються пронизати тризубом. Всюди ми бачимо цих великих риб, які опинились в руках людей.
У лівому верхньому кутку по сходах на дерево лізе людина і тягне на спині велику рибу з розпореним животом. У правому верхньому куті ми бачимо острів зі скелями, і там на берег викинуло велику рибу, і до неї підходить натовп людей, який збирається її потрошити. Таким чином, ми бачимо тут ілюстрацію тієї думки, що на цьому світі великі поїдають дрібних, але вони й самі у свою чергу стають жертвами або ще більших, або якихось інших сил. Людина вторгається у це царство риб, і виходить, що жертвами виявляються всі, і будь-яка риба, яка проковтнула когось, може в свою чергу бути проковтнута більшою істотою або стати жертвою рибалок. І тоді, якщо задуматися, сенс картини починає змінюватися. Вона не просто про те, що на цьому світі сильні підпорядковують собі слабших, не тільки про людину, про психологію, не тільки про суспільство, не тільки про політику, а вона ще й про те, як влаштований світ, у якому все циклічно, де мисливець може легко перетворитися на здобич.
Також має свій сенс зображення риболова, який ловить велику рибу за маленьку рибу, що символізує хибні обіцянки, на які можуть упійматися довірливі люди.